# Giro della Toscana 2016
Der 88. Giro della Toscana 2016 war ein italienisches Straßenradrennen. Das Etappenrennen fand am 20. und am 21. September 2016 statt. Zudem gehörte das Radrennen zur UCI Europe Tour 2016 und war dort in der Kategorie 2.1 eingestuft.

## Teilnehmende Mannschaften
| WorldTeams (3)- Astana - Movistar Team - Dimension Data Professional Continental Teams (12)- Androni Giocattoli-Sidermec - Bardiani CSF - Bora-Argon 18 - Caja Rural-Seguros RGA - CCC Sprandi Polkowice - Fortuneo-Vital Concept - Gazprom-RusVelo - Nippo-Vini Fantini - Team Novo Nordisk - Topsport Vlaanderen-Baloise - Wilier Triestina-Southeast - Team Roth Nationalmannschaft- Italien |
| |

## Etappen
| Etappe    | Datum    | Etappenorte                   | type            | Länge (km) | Etappensieger     | Gesamtführender   |
| --------- | -------- | ----------------------------- | --------------- | ---------- | ----------------- | ----------------- |
| 1. Etappe | 20. Sep. | Arezzo – Montecatini Terme    | Hügelige Etappe | 174,7      | Giovanni Visconti | Giovanni Visconti |
| 2. Etappe | 21. Sep. | Montecatini Terme – Pontedera | Hügelige Etappe | 185,3      | Sam Bennett       | Daniele Bennati   |

## Gesamtwertung
| \| Gesamtwertung \| Gesamtwertung \| Gesamtwertung \| Gesamtwertung \| Gesamtwertung \| \| Fahrer \| Fahrer \| Land \| Team \| Zeit \| \| ------------- \| ----------------- \| ------------- \| ------------- \| --------------- \| \| 1. \| Daniele Bennati \| Italien \| Tinkoff \| 8 h 53 min 03 s \| \| 2. \| Sonny Colbrelli \| Italien \| Bardiani CSF \| + 0 s \| \| 3. \| Giovanni Visconti \| Italien \| Movistar Team \| + 0 s \| |                   |         |               |                 |
| |                   |         |               |                 |
| |                   |         |               |                 |
| Gesamtwertung |                   |         |               |                 |
| Fahrer | Fahrer            | Land    | Team          | Zeit            |
| 1. | Daniele Bennati   | Italien | Tinkoff       | 8 h 53 min 03 s |
| 2. | Sonny Colbrelli   | Italien | Bardiani CSF  | + 0 s           |
| 3. | Giovanni Visconti | Italien | Movistar Team | + 0 s           |

## Wertungen im Tourverlauf
| Etappe         | Etappensieger     | Gesamtwertung     | Punktewertung     | Nachwuchswertung |
| -------------- | ----------------- | ----------------- | ----------------- | ---------------- |
| 1              | Giovanni Visconti | Giovanni Visconti | Giovanni Visconti | Colin Stüssi     |
| 2              | Sam Bennett       | Daniele Bennati   | Sam Bennett       | Colin Stüssi     |
| Wertungssieger | Wertungssieger    | Daniele Bennati   | Sam Bennett       | Colin Stüssi     |